# Martinus Pieter Vlietman
Martinus Pieter Vlietman (Amsterdam, 25 juni 1900 - aldaar, 4 februari 1970) was een wielrenner.
Op school bleek hij al veel talent voor atletiek te hebben. Tijdens een gymles werd dit ook gezien door een trainer.
Hij deed mee aan de Olympische Spelen in 1924 bij het onderdeel wielrennen en eindigde op de 29ste plaats bij de wegwedstrijd.